# Thịt nướng Mông Cổ

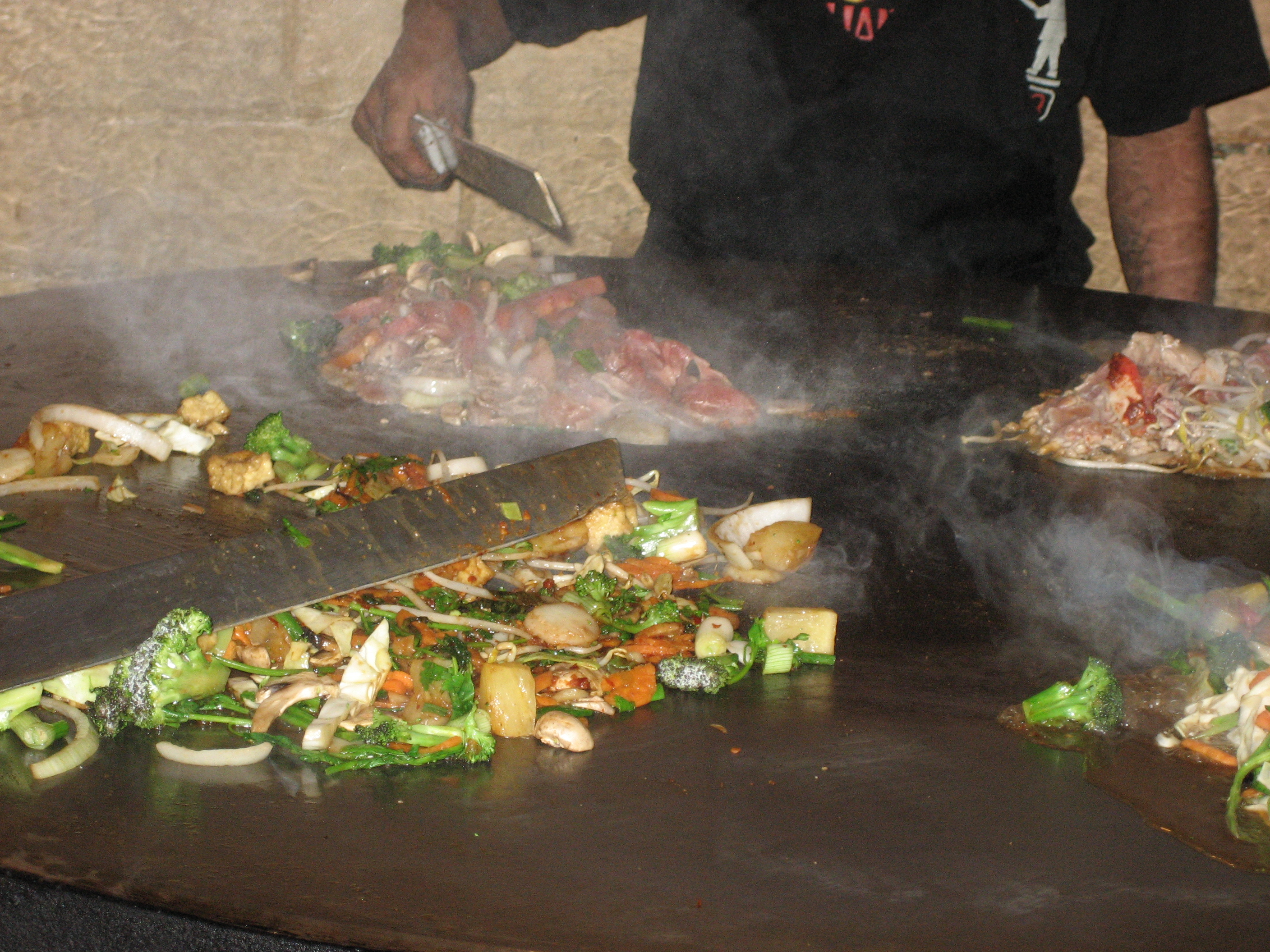
Tiệc nướng Mông Cổ

Thịt nướng Mông Cổ hay tiệc nướng Mông Cổ (tiếng Anh: Mongolian barbecue/Mongolian BBQ; tiếng Trung Quốc: 蒙古烤肉; bính âm: Měnggǔ kǎoròu) là một món ăn chiên được phát triển trong các nhà hàng Đài Loan bắt đầu vào đầu những năm 1950. Thịt và rau được nấu trên các tấm thiếc (sắt) lớn, tròn và rắn ở nhiệt độ lên tới 300 °C (572 °F) còn gọi là Teppanyaki (Thiết bản thiêu). Mặc dù tên của nó là thịt nướng Mông Cổ nhưng món ẩm thực không phải là của người Mông Cổ và cũng chỉ liên quan đến việc nướng thịt.

## Gốc gác

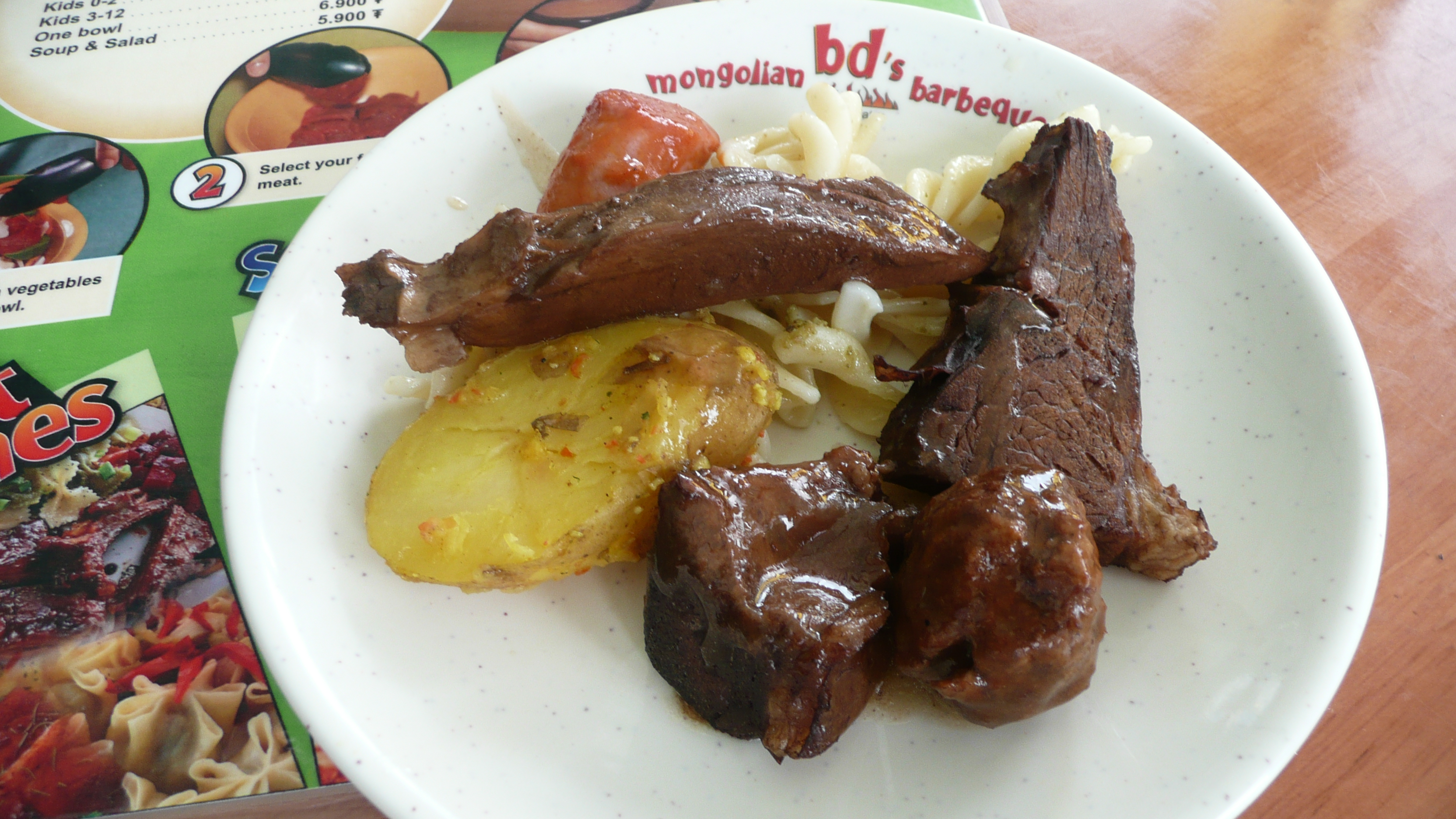
Một món thịt bò nướng Mông Cổ

Mặc dù thịt nướng Mông Cổ lần đầu tiên xuất hiện ở Đài Bắc vào năm 1951, việc xắt và trải thịt trên một bề mặt rộng mở nên đã tạo ra các món ăn như kiểu Mông Cổ và như truyền thống Mông Cổ. Việc chuẩn bị cũng có thể bắt nguồn từ cách làm teppanyaki (nướng trên bàn thiếc) kiểu Nhật Bản vốn được phổ biến ở Đài Loan vào thời đó, miếng thịt hấp dẫn phải được nướng cháy cạnh bên ngoài nhưng chín tới ở bên trong, thịt nướng không được khô và giữ được vị ngọt vốn có. Một trong những nhà hàng thịt nướng Mông Cổ lâu đời nhất của Mông Cổ đã được khai trương vào những năm 1960 và nằm ở trung tâm thành phố Đài Bắc thuộc Đài Loan.
Khi thịt nướng Mông Cổ trở nên phổ biến hơn, nó đã được giới thiệu thành công ở phương Tây. Các nhà hàng Mỹ như HuHot Mongolian Grill và Grill Mongolian của BD tuyên bố rằng những chiến binh của Đế quốc Mông Cổ thường hay ăn số lượng lớn thịt, chuẩn bị chúng bằng thanh kiếm của họ và nấu chúng trên những tấm khiên lồi lên trên một ngọn lửa lớn. Một chuỗi nhà hàng Đức với khái niệm tương tự cho rằng những người lính Mông Cổ nấu bữa ăn của họ trên hòn đá nóng.

## Chuẩn bị
Thông thường, thực khách chọn một loạt các nguyên liệu thô từ các món thịt lát mỏng (thịt bò, thịt lợn, thịt cừu, gà tây, gà, tôm) và rau cải (cải bắp, đậu phụ, hành tây, bông cải xanh, nấm, vv). Bát các nguyên liệu được trao cho đầu bếp người đã bổ sung thêm món sốt của nhà hàng, sau đó đưa chúng vào nướng. Bàn nướng thiếc hình tròn cho phép hai hoặc nhiều đầu bếp để nấu ăn đồng thời, và để nấu nhanh chóng do các thành phần mỏng cắt lát, do đó, thực phẩm thường nấu trong rất nhanh. Có thể thêm dầu hoặc nước để dễ nấu. Các thành phần được xào liên tục trong nhiệt độ cao và tất cả thức ăn vẫn còn có thể nhận biết và nguyên vẹn. Khi nấu xong, mỗi món đã hoàn thành được đưa lên bát và đưa cho nhà hàng. Nhiều nhà hàng thịt nướng Mông Cổ theo một định dạng buffet tất cả thực khác có thể ăn được.